# José María Martín de Herrera
José María Martín de Herrera y de la Iglesia (Aldeadávila de la Ribera, 26 de agosto de 1835-Santiago de Compostela, 8 de diciembre de 1922) fue un Cardenal español del siglo XIX y principios del XX.

## Biografía
Herrera estudió en el seminario de Salamanca y en la Universidad de Salamanca; fue diácono de la catedral de León. Fue elegido arzobispo de Santiago de Cuba en 1875.
En 1879 fue designado senador por el Arzobispado de Santiago de Cuba, cargo que ostentaría hasta 1922.
Herrera fue trasladado a la de Santiago de Compostela en 1889. Durante su etapa compostelana auspició la creación del Diario de Galicia, periódico de línea conservadora y católico-monárquica.
El papa León XIII le creó cardenal en el Consistorio del 19 de abril de 1897. Tomó parte en el cónclave de 1903, en el que se eligió a Pío X y en el cónclave de 1914 (elección de Benedicto XV). No concurrió al de 1922 (elección de Pío XI) por problemas de salud. Esta enterrado en la Catedral de Santiago de Compostela.